# Hermann Ebbinghaus

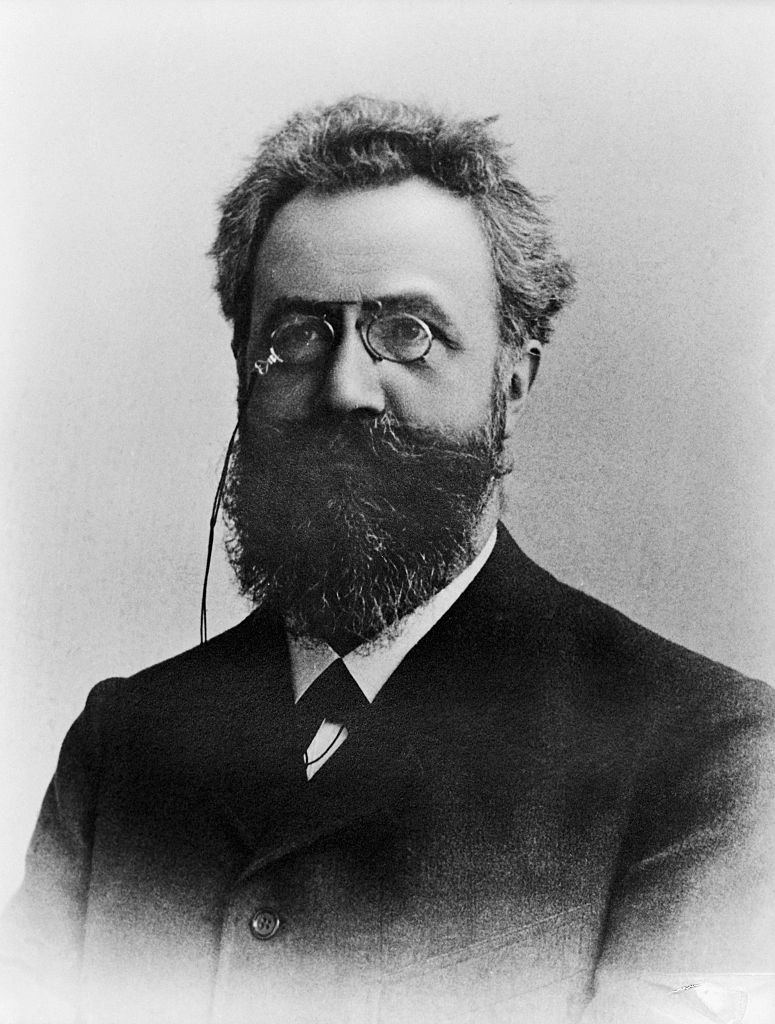
Hermann Ebbinghaus

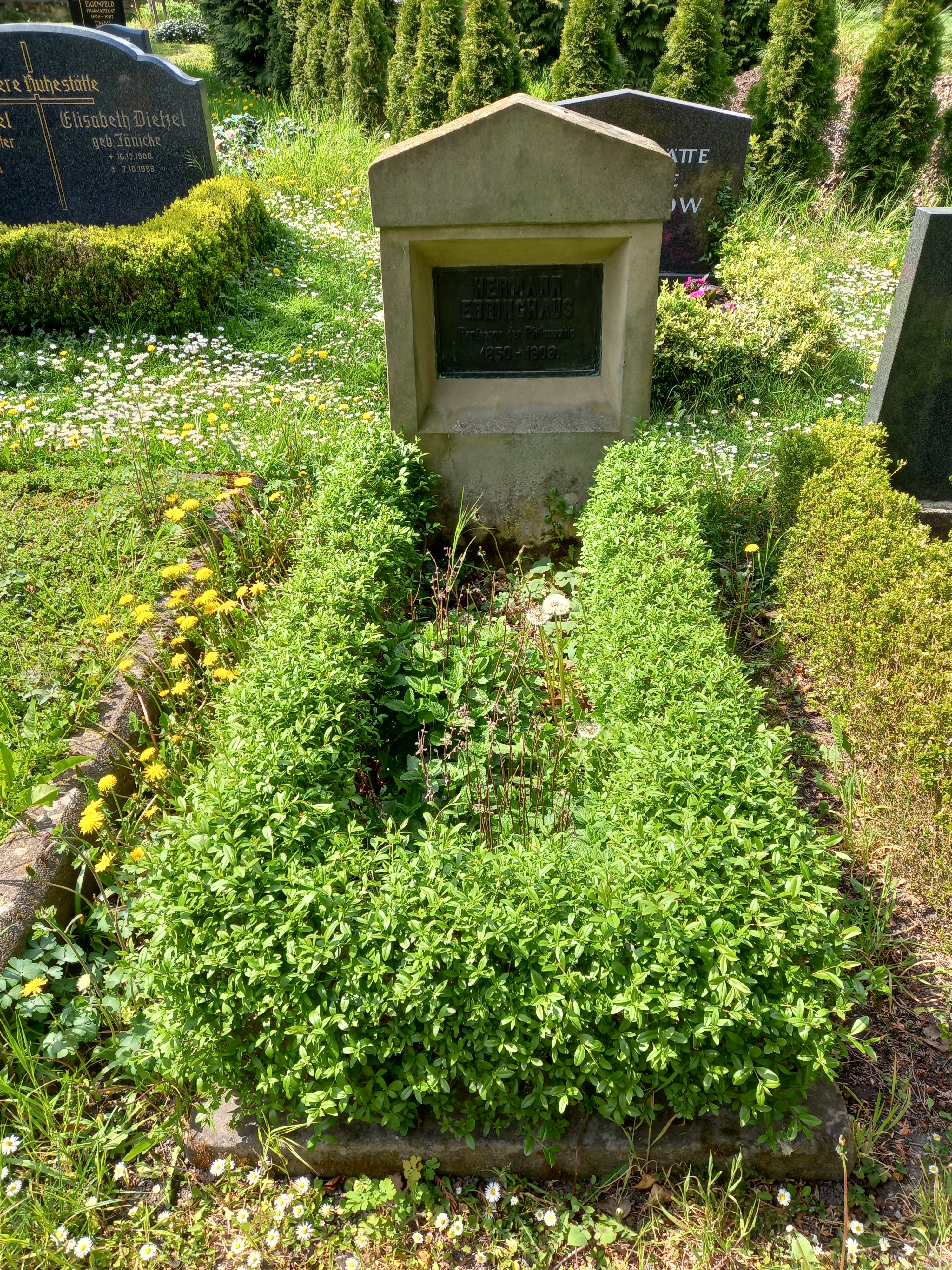
Das Grab von Hermann Ebbinghaus auf dem Laurentiusfriedhof (Halle)

Hermann Ebbinghaus (* 24. Januar 1850 in Barmen (heute Stadtteil von Wuppertal); † 26. Februar 1909 in Halle (Saale)) war ein deutscher Psychologe. Er gilt als Pionier der kognitiv-psychologischen Forschung. Ebbinghaus begründete die experimentelle Gedächtnisforschung mit seinen Arbeiten zur Lern- und Vergessenskurve und bereitete den Weg für die empirische Lehr-, Lern- und Bildungsforschung. Sein Sohn war der Philosoph Julius Ebbinghaus, sein Enkel der Philologe Ernst Albrecht Ebbinghaus.

## Leben und Werk
Ebbinghaus wurde 1850 als Sohn des Unternehmers Carl Ebbinghaus (1815–1866) und dessen Ehefrau Juliane geb. Klewitz (1815–1888) in Barmen geboren. Nach dem Besuch des Gymnasiums in seiner Geburtsstadt begann Hermann Ebbinghaus bereits im Alter von 17 Jahren das Studium der Geschichte an der Rheinischen Friedrich-Wilhelms-Universität, Bonn. 1868 wurde er Mitglied des Corps Guestphalia Bonn. Er wandte sich der Philosophie zu. Im Jahr 1870 wurde sein Studium unterbrochen, als er mit der preußischen Armee in den Deutsch-Französischen Krieg zog. Nach dieser Militärzeit wurde Ebbinghaus mit seiner Dissertation über Eduard von Hartmanns Philosophie des Unbewussten am 16. August 1873 mit 23 Jahren promoviert. In London stieß er in einem Antiquariat auf Gustav Fechners Buch Elemente der Psychophysik, das ihn dazu bewog, seine berühmten „Gedächtnis-Experimente“ durchzuführen. Nach seiner Promotion besuchte Ebbinghaus England und Frankreich und gab Nachhilfe für Studenten, um so für seinen Lebensunterhalt aufzukommen. Im Jahr 1880 habilitierte sich Hermann Ebbinghaus an der Friedrich-Wilhelms-Universität und wurde dort 1886 Professor. Zwei Jahre zuvor hatte er in Birkenfeld Adelheid Julia Amalia („Adele“) Görlitz (1857–1949) geheiratet, die Tochter eines Obergerichtsanwalts. Aus der Ehe gingen zwei Töchter und zwei Söhne hervor.
An der Universität Berlin gründete er das dritte psychologische Testlabor in Deutschland (nach Wilhelm Wundt und Georg Elias Müller), wo er seine Gedächtnis-Studien 1879 begann.
Im Jahre 1890 gründete er zusammen mit Arthur König die psychologische Zeitschrift Die Psychologie und Physiologie der Sinnesorgane.
In seinem berühmten Disput mit Wilhelm Dilthey verteidigte er die Experimentelle Psychologie gegenüber der Verstehenden Psychologie.
1894 wurde er bei der Beförderung zum Leiter der Philosophischen Abteilung übergangen – vermutlich aufgrund fehlender Veröffentlichungen. An seiner Stelle wurde Carl Stumpf berufen. Unzufrieden verließ Ebbinghaus Berlin und ging an die Universität Breslau, wo Theodor Lipps Lehrstuhl frei geworden war. Dort arbeitete er in einer Kommission, welche die abnehmende Aufmerksamkeit während eines Schultages beobachtete. Die Einzelheiten, wie diese mentalen Fähigkeiten gemessen wurden, sind verloren gegangen. Jedoch dienten die erzielten Ergebnisse der Kommission als Grundlage für zukünftige Intelligenztests. In Breslau gründete Ebbinghaus ein weiteres psychologisches Testlabor.
1902 publizierte Ebbinghaus sein Werk Die Grundzüge der Psychologie, das sofort ein Erfolg wurde und noch lange nach seinem Tod blieb. Seine letzte Veröffentlichung Abriss der Psychologie erschien 1908, ein Bestseller, der in acht unterschiedlichen Editionen erschien.
1905 zog er nach Halle, wo er am 26. Februar 1909 im Alter von 59 Jahren an Lungenentzündung verstarb. Sein Grab befindet sich dort auf dem St. Laurentius-Friedhof.

### Intelligenz und Gedächtnis
Im Jahr 1885 veröffentlichte er sein monumentales Werk Über das Gedächtnis. Untersuchungen zur experimentellen Psychologie.
1896 führte er eine Art Satzergänzungstest mit Schulkindern durch, um die Wirkung von Ermüdung auf die Leistungsfähigkeit zu untersuchen. Er ließ die Lehrer die Begabung der Kinder einschätzen, um danach die Ergebnisse einem unteren, mittleren und oberen Drittel zuzuordnen. Dabei stellte er eine bedeutende Beziehung zwischen den Testergebnissen und dem Lehrerurteil fest, ohne mit den damaligen Mitteln eine Korrelation ermitteln zu können. Dies dürfte der erste Test verbaler Intelligenz in einer Gruppe gewesen sein.
Ebbinghaus war Begründer der experimentellen Erforschung des Gedächtnisses und Entdecker der Lernkurve sowie der Vergessenskurve. Ebbinghaus erfand die drei heute noch gültigen psychologischen Messmethoden der Gedächtnisleistung: Wiedererkennungsmethode, Reproduktionsmethode und Ersparnismethode. Neu war sein experimenteller Ansatz, mit dem Lernen von sinnfreien Silben zu operieren, um die Fehler, die sich aus Erfahrungen und Inhalten ergeben, zu minimieren.
Ebbinghaus war der Erste, der KVK-Trigramme benutzte, um Gedächtnisexperimente unabhängig vom Wortschatz der Versuchsperson durchzuführen.

### Ebbinghaus-Illusion

Die Ebbinghaus-Illusion

In der bekanntesten Version dieser Illusion werden zwei Kreise von identischer Größe in der Nähe zueinander angeordnet und einer ist von großen Kreisen umgeben, während der andere von kleineren Kreisen umgeben ist; der erste Zentralkreis erscheint kleiner als der zweite Mittelkreis. Diese Illusion wurde ausführlich in der Forschung der kognitiven Psychologie verwendet, um mehr über die verschiedenen Wahrnehmungswege in unserem Gehirn zu erfahren.
In der englischsprachigen Welt wurden die Kreise von Edward Bradford Titchener 1901 in einem Buch über experimentelle Psychologie veröffentlicht, daher ihr Alternativ-Name Titchener circles.

### Ebbinghaus zur Geschichte der Psychologie
„Die Psychologie hat eine lange Vergangenheit, doch nur eine kurze Geschichte“, schrieb 1907 der Pionier der Gedächtnisforschung. Dieser Satz mag erstaunen, hat sich doch die Menschheit bereits seit Urzeiten mit psychologischen Fragen befasst. Ebbinghaus spielt jedoch mit seiner Formulierung auf die kurze Zeit an, seit der die Psychologie mit naturwissenschaftlichen Methoden betrieben wird.

### Nachlass
Ein umfangreicher Nachlass, bestehend sowohl aus beruflichen als auch persönlichen Dokumenten und Korrespondenzen von Hermann Ebbinghaus, wird im Archiv des Zentrums für Geschichte der Psychologie der Universität Würzburg aufbewahrt.

## Trivia
Hans Jürgen Eysenck zitiert in seinem Buch Sigmund Freud – Niedergang und Ende der Psychoanalyse, S. 36 – ohne Quellenangabe! – einen Ausspruch, den Ebbinghaus in Zusammenhang mit Sigmund Freuds Vorstellungen vom Unbewussten gemacht haben soll:

„Was an diesen Theorien neu ist, ist nicht wahr, und was wahr ist, ist nicht neu.“

Allerdings irrte sich Eysenck in seiner Polemik. Der Satz stammt zwar von Hermann Ebbinghaus, nämlich aus seiner Dissertation Über die Hartmannsche Philosophie des Unbewußten, bezieht sich aber nicht auf Freud, sondern auf den Philosophen Eduard von Hartmann.

## Schriften (Auswahl)
- Über das Gedächtnis: Untersuchungen zur experimentellen Psychologie. Duncker & Humblot, Leipzig 1885.
  - Erstauflage als (Digitalisat und Volltext im Deutschen Textarchiv)
  - Unveränderte Neuauflage des Textes von 1885. Wissenschaftliche Buchgesellschaft, Darmstadt 1992. ISBN 3-534-05255-2.
  - Urmanuskript „Ueber das Gedächtniss“ 1880. Mit einer Einleitung von W. Traxel. Passavia-Universitätsverlag, Passau 1983. ISBN 3-922016-35-9.
- Über das Gedächtnis: Untersuchungen zur experimentellen Psychologie. Duncker & Humblot, Leipzig 1885.
- Über eine neue Methode zur Prüfung geistiger Fähigkeiten und ihre Anwendung bei Schulkindern. Sonderabdruck aus: Zeitschrift für Psychologie und Physiologie der Sinnesorgane. Leopold Voss, Leipzig 1897.
- Grundzüge der Psychologie. Zweite Auflage. Veit & Comp., Leipzig 1905.
- Abriss der Psychologie. Veit & Comp., Leipzig, 1908.